# Calamus ashtonii
Calamus ashtonii är en enhjärtbladig växtart som beskrevs av John Dransfield. Calamus ashtonii ingår i släktet Calamus och familjen Arecaceae. Inga underarter finns listade i Catalogue of Life.